# Ceratozetes angustus
Ceratozetes angustus är en kvalsterart som först beskrevs av Banks 1947.  Ceratozetes angustus ingår i släktet Ceratozetes och familjen Ceratozetidae. Inga underarter finns listade i Catalogue of Life.